# Felmayer István (1849–1894)
Ifjabb Felmayer István (Székesfehérvár, 1849. augusztus 29.–Székesfehérvár, 1894. március 4.), nagyiparos, a „Felmayer István és fiai“ kékfestőgyár társtulajdonosa, a Székesfehérvári Takarékpénztárnak igazgatósági elnöke, a Székesfehérvári Kereskedelmi Bank alelnöke, a budapesti kereskedelmi és iparkamarának tagja, Székesfehérvár városi bizottsági tagja, közgazdasági előadója.

## Családja és származása
Igen jómódú nagyiparos székesfehérvári polgári családban született. A római katolikus polgári származású Felmayer család 1760 körül bevándorolt Bécsből és Szegeden letelepedett, ahol kezdetben a mészáros és kékfestő mesterséget űzték; később Székesfehérvárra telepedtek át. Apja idősebb Felmayer István (1813–1888) a székesfehérvári „Felmayer István és fiai“ kékfestőgyár tulajdonosa, alapítója, anyja Mutz Julianna (1815–1883). Fivére nemes Felmayer Károly (1853–1897), kékfestőgyáros, székesfehérvári városi bizottsági tag, a fejérmegyei takarékpénztár igazgatója, aki 1894. szeptember 15.-én nemességet szerzett Ferenc József magyar királytól. Leánytestvérei: Felmayer Gizella (1857–1935), akinek a férje Rigler József (1847–1909), a "Rigler József papírneműgyár részvénytársaság" megalapítója, vezérigazgatója, kereskedelmi tanácsos, a Ferenc József-rend lovagja, Felmayer Vilma (1860–1940), akinek a férje Topits Alajos József (1855–1926), a császári és királyi udvari szállító „Topits József fia” nevű Első Magyar gőztésztagyár tulajdonosa, az Országos Ipar Tanács tagja, Országos Iparegyesület Igazgatóságának a tagja, a Ferenc József-rend lovagja, Karl Józsefné Felmayer Emília (1846–1920), valamint Lichtneckert Antal fűszer-kereskedőné Felmayer Lujza (1851–1923).

## Élete
Ifjabb Felmayer István az elemi iskolákat szülőföldjén, a felsőbb kereskedelmi szak-tanfolyamot pedig Bécsben végezte el. Ipari szakismereteit és gyakorlati kiképeztetését Svájcban és Németországban nyerte, hol körülbelül 10 évig tartózkodott. Tanulmányai befejezése után pedig meglátogatta Európa nagyobb városait, hogy élettapasztalatokat gyűjtsön, szakismereteit bővítse és magas látókört szerezzen magának. Midőn ekként egy modern férfiú teljes képzettségével és ismereteivel gazdagon ellátva, külföldi tanulmányútjáról visszatért, az 1876. évben, 26 éves korában mint cégtárs belépett édes atyja székesfehérvári üzletébe, melyet azután Felmayer Károly nevű öccsével ő vezetett „Felmayer István és fiai“ cég alatt. Ifjabb Felmayer István rendkívüli szorgalmával, szakképzettségével még inkább emelte (a már az előtt is) kiváló jó hírnévnek örvendő festőgyár hírnevét. Már az ő vezetése alatt tartotta e gyár versenyképességének fényes bemutatóját az 1879. évi székesfehérvári országos kiállításon, midőn egy külön pavilonban mutatta be a kékfestő ipar rendkívüli haladását és fejlettségét.
De a napi foglalatosság csendes köréből csakhamar a közélet terén is föllépett; nem volt Székesfehérvár közéletében politikai, közgazdasági, jótékonysági és közművelődési intézmény, melynek megalapításában, fejlesztésében és felvirágoztatásában tevékeny részt nem vett volna. Rendkívüli tevékenysége, kiváló tapintatos modora és áldozatkészsége nélkülözhetetlenné tették őt mindenütt, hol életképes működésről volt szó. Tagja volt a boldogult a városi képviselő testületnek és a közigazgatási bizottságnak, valamint igazgatósági elnöke a székesfehérvári takarékpénztárnak és alelnöke a kereskedelmi banknak. 1881 tavaszán előbb (Námessy Ferenc halálát követően, március 17-én) a Székesfehérvári Takarékpénztár, majd egy hónappal később (1881. április 11-én) a Székesfehérvári Kereskedelmi Bank igazgatóságába választották be. A székesfehérvári ipartestület megalakítása és fejlesztése lett az ő érdeme. Mint testületi elnököt jellemzi a kiváló pontosság, tapintat, és a legcsekélyebb ügy iránt is tanúsított kiváló figyelme. Az a sok jótékonyság pedig, melyben az iparosokat részesített, ezek rajongó szeretetét szülte, mellyel őt elhalmozták, és minek jeléül arcképét a testületi helyiség számára lefestették és azt nagy ünnepélyességgel leplezték le. Felmayer István alkotta meg az ipartestületi nyersanyag-és fogyasztási szövetkezetet tetemes anyagi áldozattal; ő alkotta meg az elaggott iparosok segélypénztárát, melynek gyarapításához 1000 forintos alapítvánnyal járult. Ezen kívül az ipartestületnek is 2000 forintos alapítványt tett. De nemcsak ezek képezték maradandó alkotásait, hanem a székesfehérvári kereskedelmi társulat és kereskedelmi akadémia megalakítása, megszilárdítása és felvirágoztatása is. Ezeknél az igazgató bizottság elnöki tisztét szintén ő töltötte be. Védnöke volt továbbá a fő-reáliskolai önképzőkörnek és az iparos ifjúság képző és segélyzőegyletének. Végre hosszú időkön át tagja volt a budapesti kereskedelmi és iparkamarának.
Ifjabb Felmayer István nagyiparos temetéséről az akkori újságban közölték, hogy: "Az ország egyik leggazdagabb nagyiparosát, Felmayer István gyárost ma délután temették el Székesfehérváron,az egész Fehér megye részvéte mellett. A temetésen – mint tudósítónk táviratozza – legalább 10000 ember vett részt. Ott voltak: Fiáth főispán, Sárközy alispán, Andrássffy altábornagy. Cziráky gróf osztálytanácsos, Tóth Aladár polgármester vezetése alatt a városi törvényhatóság, a helyőrség tisztikara Tóth és Sönser ezredesek vezetése mellett, a megyei törvényszék tisztikara, a tanári testületek növendékeikkel, az összes egyletek és intézetek zászlók alatt, stb. Háromszáznál több koszorú bontotta a ravatalt. Az egyházi szertartást Grempergerapát végezte fényes segédlettel. A szertartás után hatlovas gyászkocsira tették a koporsót és kivitték a sírkert elején lévő családi sírbolthoz.Amerre a gyászmenet elvonult, az üzletek mindenütt zárva voltak s a meggyújtott utczai gázlámpák gyászfátyollal voltak letakarva. A sírnál az elhunyt gyári alkalmazottai nevében Grünhut főkönyvelő és Rothsziget vegyész mondottak búcsúbeszédeket".
1894. március 15-én az elhalt ifjabb Felmayer István cégtagnevét törölték és helyette Felmayer Károly másik cégtaggal egyforma képviseleti és cégjegyzési jogosultsággal bíró özvegy Felmayer Istvánné Topits Irma cégtag nevét bejegyezték. Felmayer Károly 1897-ben történt halála után a gyár örökösei eladták a vállalatát; így került a Felmayer gyár 1898 márciusában Ausztria egyik legrégibb textil-nyomógyárának a Neukirchner Druckfabriks A. G. tulajdonába.

## Házassága
Ifjabb Felmayer István gyáros Budapesten, a belvárosi plébánián, 1877. október 2-án feleségül vette a jómódú római katolikus nagypolgári Topits család sarját Topits Mária Anna Klára "Irma" (Pest, 1857. január 26.–Budapest, 1937. március 13.) kisasszonyt, akinek a szülei Topits József András (1824–1876) gőztésztagyár tulajdonos, pesti választott polgár, Budapest fővárosi képviselő-testületi tag, és a régi polgári pesti római katolikus Prückler családból való Prückler Klára (1833–1907) voltak. Apai nagyszülei Topits József (1790-1837), gödöllői kereskedő, és a váci születésű Dlaskovits Borbala Klára (1805–1840) voltak. Anyai nagyszülei Prückler József (1804–1866), pékmester, bérház tulajdonos, 1848-as alhadnagy a pesti gyalog nemzetőrség 4. századánál és Danner Anna (1809–1889) voltak. Felmayer Istvánné Topits Irma hosszú évekig a székesfehérvári „Jótékony Nőegylet“ alelnöke volt. Ifjabb Felmayer Istvánné Topits Irma egyetlenegy fivére Topits Alajos József (1855–1926), császári és királyi udvari szállító, a „Topits József Fia Első Magyar Gőztésztagyár” (Erste ungarische Dampfmehlspeisenfabrik) tulajdonosa, a Ferenc József-rend lovagja, az Országos Ipar Tanács tagja, az Országos Iparegyesület Igazgatóságának a tagja. Ifjabb Felmayer István és Topits Irma frigyéből nem maradt meg utód. Ifjabb Felmayer Istvánné Topits Irmának az egyik unokaöccse Topits Alajos Nándor (1894–1930), gőztésztagyár tulajdonos, igazgatója, tartalékos főhadnagy, valamint az egyik unokahúga Topits Klára (1901–1993), akinek a férje Lenz József (1897–1965), nagykereskedő, kereskedelmi tanácsos, földbirtokos, bérház tulajdonosa, tartalékos huszárszázados, a „Pro Ecclesia et Pontifice érdemrend” tulajdonosa, a "Gyümölcsexportőrök és Importőrök Egyesülete" elnöke.